# Demencial (álbum)
Demencial es el séptimo álbum de Horcas, el sexto de estudio, editado en 2004 por El Pie Records.
Este trabajo consta de 11 canciones entre las que se destacan "El agite", "El cambio", "El necio" y "El juego". 
Todas las letras están compuestas por el vocalista Walter Meza, y el álbum presenta un sonido nuevo, más orientado hacia el Groove Metal e incluso Nü Metal, lo cual ayudó a intrducir a la banda a un público más joven.

## Lista de temas
1. El agite
2. El necio
3. El juego
4. El aguante
5. El tiempo
6. El rencor
7. El sentir
8. El origen
9. El cambio
10. El miedo
11. El final

## Músicos
- Walter Meza (voz)
- Gabriel Lis (guitarra)
- Sebastián Coria (guitarra)
- Topo Yáñez (bajo)
- Guillermo De Lucca (batería)